# Бен де Бретањ
Бен де Бретањ (фр. Bain-de-Bretagne) је насељено место у Француској у региону Бретања, у департману Ил и Вилен.
По подацима из 2011. године у општини је живело 7413 становника, а густина насељености је износила 114,45 становника/km².

## Демографија
| 1962. | 1968. | 1975. | 1982. | 1990. | 2011. |
| ----- | ----- | ----- | ----- | ----- | ----- |
| 3.936 | 4.468 | 4.970 | 5.241 | 5.257 | 7.413 |